# 6-benzyladenine
6-Benzyladenine of 6-benzylaminopurine is een synthetische plantengroeiregulator. De chemische structuur ervan lijkt op die van de natuurlijke cytokinines. Het wordt gebruikt om de opbrengst en kwaliteit van voedingsgewassen te verhogen. De stof werd voor het eerst bereid en onderzocht in het laboratorium van de Zweedse plantenfysioloog Folke Skoog aan de Universiteit van Wisconsin-Madison. De stof werd bereid door de reactie van 6-methylmercaptopurine met benzylamine.

## Toepassing
Een typische toepassing van 6-benzyladenine is bij de teelt van appel om de opbrengst en kwaliteit van de oogst te verhogen: het zorgt voor vruchtdunning en leidt tot grotere, zwaardere vruchten. Op jonge maïsplanten wordt het verspoten om de productie van maïszaden te stimuleren. MaxCel, een handelsmerk van Valent BioSciences Corp. (Verenigde Staten), is een product met 6-benzyladenine als werkzame stof.

## Regelgeving
De Europese Commissie heeft 6-benzyladenine opgenomen in de lijst van werkzame stoffen in toepassing van Richtlijn 91/414/EEG betreffende het op de markt brengen van gewasbeschermingsmiddelen. De toelating ging in op 1 juni 2011. Eerder was de stof niet in die lijst opgenomen, maar later werd een nieuwe aanvraag met bijkomende gegevens ingediend.